# (66667) Kambič
(66667) Kambič (1999 TZ11) – planetoida z pasa głównego asteroid okrążająca Słońce w ciągu 3,33 lat w średniej odległości 2,23 j.a. Została odkryta 8 października 1999 roku w Obserwatorium Črni Vrh.